# حمام الثلج

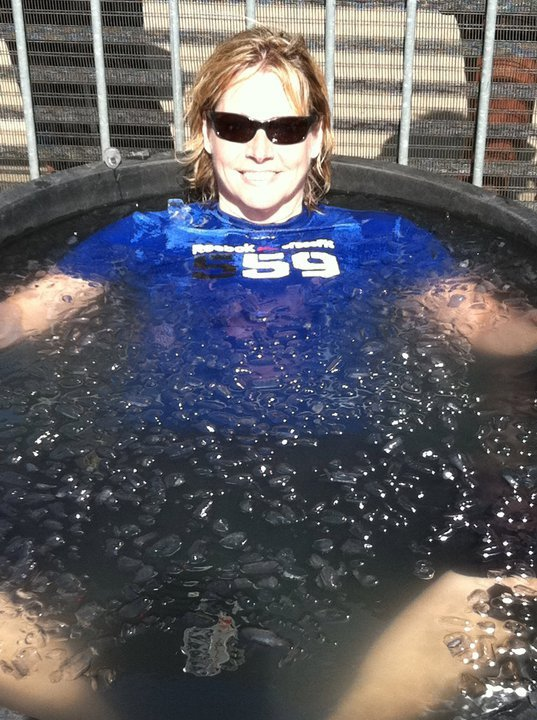
بطل الرباع كارين مارشال أخذ حمام ثلج بعد ألعاب الكروس فت في عام 2011.

يعتبر حمام الثلج  أو الغمر في المياه الباردة أو العلاج بالبرودة نظام تدريبي عادةً ما يتبع  ممارسة التمرينات الرياضية الشاقة  حيث يتم غمر  جزء كبير من جسم الإنسان  في حوض من الثلج أو الماء المثلج لمدة محدودة. وبينما تزداد شعبية وقبول حمام الثلج بين الرياضيين في مجموعة متنوعة من الرياضات،  إلا أن استخدامه مازال مثيرًا للجدل،   وذلك بسبب خطر انخفاض حرارة الجسم، مع إمكانية حدوث الصدمة مما يؤدي إلى الموت المفاجئ. استخدم العديد من الرياضيين الغمر في الماء البارد بعد ممارسة التمرينات الرياضية لاعتقادهم أنه يسرع من تعافي الجسم؛ ومع ذلك، مازالت العمليات الجسدية الداخلية غير مفهومة جيدًا ولا تزال بعيدة المنال. ولا تزال البحوث بشكل عام في الآثار الصحية للغمر في الماء البارد كجزء من التدريب الرياضي غيرحاسمة،  مع وجود بعض الدراسات التي تشير إلى فائدة طفيفة مثل الحد من تلف العضلات وعدم الراحة والتخفيف من تأخر ظهور وجع العضلات وغيرها من الدراسات التي تشير إلى أن الغمر في الماء البارد  قد يبطئ من نمو العضلات ويتداخل مع  نظام التدريب العام.

## التقنيات

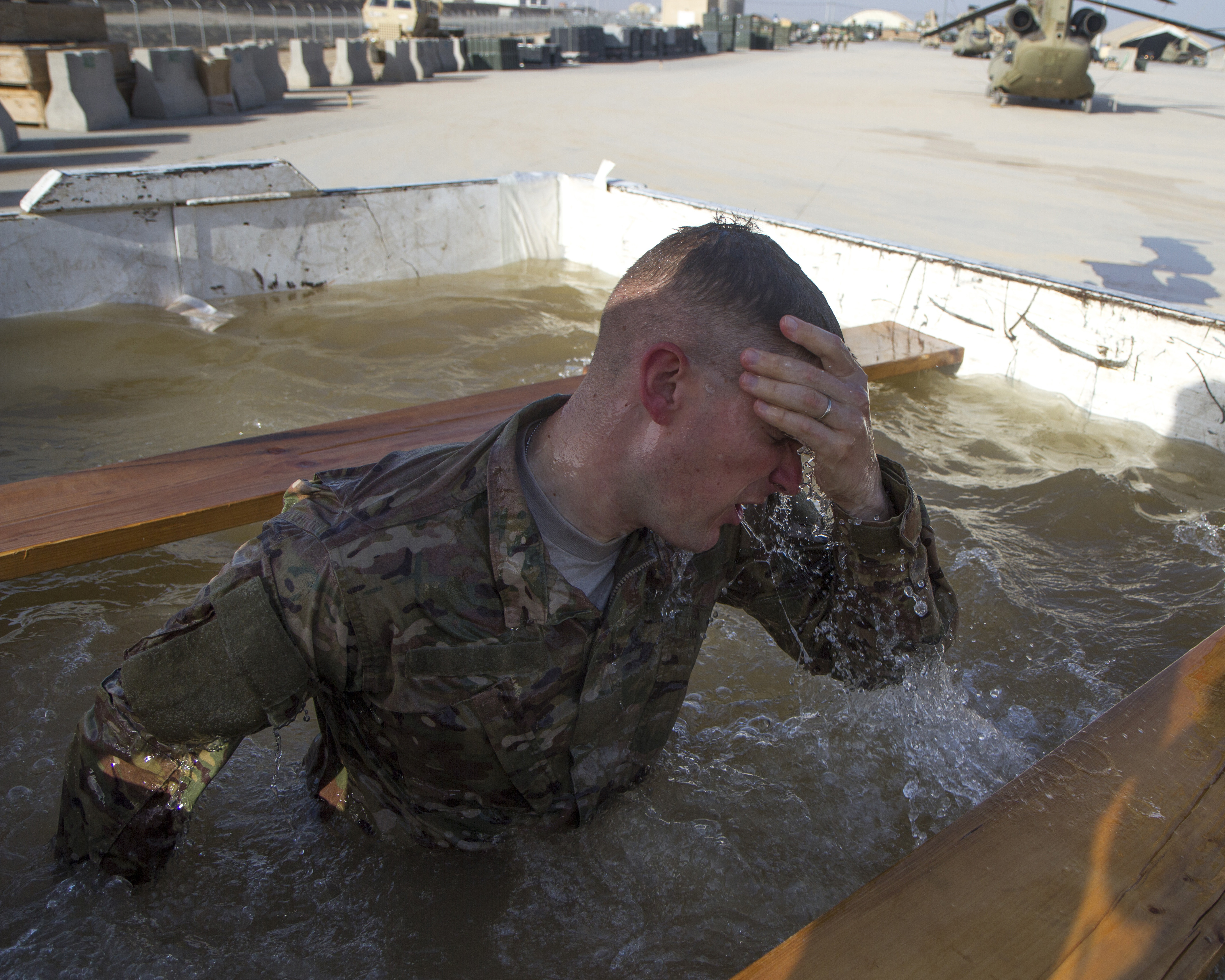
استخدام حمامات الثلج كجزء من التدريب العسكري.

### حوض استحمام
يتم ذلك عن طريق الوقوف أو الجلوس في دلو أو حوض من المياه المثلجة. نصح أحد الكتاب قائلًا: «لا تتطرف في استخدام حمامات الثلج.» كما ينصح ابارتداء جوارب الغوص المطاطية على القدمين (لحماية أصابع القدم) وكذلك الأغطية المطاطية لحماية القسم الأوسط من الجسم عند درجات الحرارة المنخفضة.كما أشادت الرباعة العالمية كارين مارشال، والتي فازت ببطولة العالم لرفع الأثقال نساء عام 1987،  ما كان عليه أخذ حمام ثلج بعد يوم من المسابقات في عام 2011 في لوس أنجلوس.
اقترح أحد التقرير أن الماء المثلج إذا كان يتحرك فسيكون أكثر برودة، لذا يجب على الرياضيين تجنب التعرض المفرط لحمامات الثلج. شرح أخصائي العلاج الطبيعي نيكي كيمبل طريقة جعل الحمام أكثر احتمالًا:
«لقد اكتشفت عبر كل هذه السنين كيف أحعل من حمامات الثلج أكثر تحملًا. إذ أملأ في أول الأمر حوض الاستحمام بحقيبتين أو ثلاثة من الثلج المسحوق. ثم أضيف الماء لمستوى يكفي لغمر الجز الأوسط من جسمي حين أجلس في حوض الاستحمام.وقبل الجلوس في حوض الاستحمام أرتدي معطفي وقبعة لتغطية الرأس وجوارب مطاطية، وأُعد لنفسي كوبًا من الشاي الساخن وأجد لنفسي شيئًا أقرأه لالتهام تلك ال15 أو ال20 دقيقة سريعًا»
ارتدى بعض الرياضيين الجوارب للحفاظ على أصابع قدميه دافئة أو الأغطية المطاطية حول الجزء الأوسك من الجسم بينما يتم غمره في الماء.بينما شرب البعض المشروبات الدافئة مثل الشاي. وأشارت إحدى  التقارير إلى أن «عشر دقائق من الغمر في الماء عند درجة حرارة 15 درجة مئوية» كانت كافية.
تختلف الحسابات حول المدة وعدد المرات اللازمة للقيام بحمامات الثلج. اقترح أحد الأخصايين لزوم أخذ حمامات الثلج ذات الدقيقتين عشرمرات على مدار أسبوعين. واقترح آخر أن مدة الغمر يجب أن تكون بين عشرة وعشرين دقيقة. واقترح ثالث أن الغمر يجب أن يكون من خمس إلى عشر دقائق وفي بعض الأحيان إلى عشرين دقيقة. ولا توجد أي مصادر تدعي أن يستمر الغمر لأكثر من عشرين دقيقة.

### حمام الثلج فقط مقابل العلاج بالحمامات الساخنة والباردة معًا

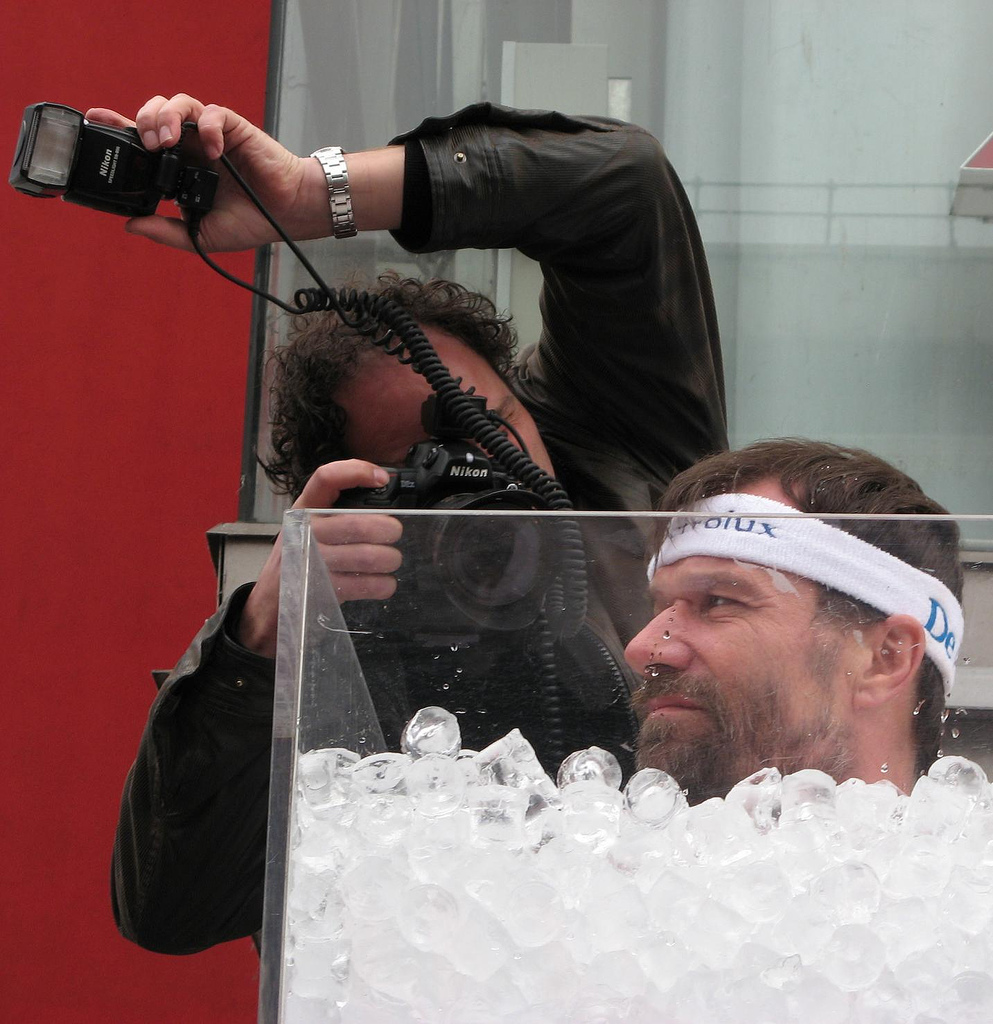
Iceman ويم هوف in an ice bath in 2007.

استخدم بعض الرياضيين  تقنية تعرف باسم المقابل العلاج بالماء المتباين حيث يتم يستخدم الماء الساخن ثم الما البارد  بالتناوب. تكون إحدى طرق القيام بذلك  باتاحة اثنين من الأحواض– أحدها بارد (10-15 درجة مئوية) والآخر ساخن (37-40 درجة مئوية) – مع الغمر دقيقة واحدة في الحوض البارد تليها دقيقتان في الحوض الساخن، مع تكرار هذه العملية ثلاث مرات.

### درجة الحرارة والمدة
يمكن لدرجة الحرارة أن تختلف، ولكن عادة ما تكون في حدود 50-59 درجةفهرنهايت أو بين 12 و 15 درجة مئوية. ارتدى بعض الرياضيين الجوارب للحفاظ على أصابع قدميه دافئة أو الأغطية المطاطية حول الجزء الأوسك من الجسم بينما يتم غمره في الماء.بينما شرب البعض المشروبات الدافئة مثل الشاي. وأشارت إحدى  التقارير إلى أن «عشر دقائق من الغمر في الماء عند درجة حرارة 15 درجة مئوية» كانت كافية.
تختلف الحسابات حول المدة وعدد المرات اللازمة للقيام بحمامات الثلج. اقترح أحد الأخصايين لزوم أخذ حمامات الثلج ذات الدقيقتين عشرمرات على مدار أسبوعين. واقترح آخر أن مدة الغمر يجب أن تكون بين عشرة وعشرين دقيقة. واقترح ثالث أن الغمر يجب أن يكون من خمس إلى عشر دقائق وفي بعض الأحيان إلى عشرين دقيقة. ولا توجد أي مصادر تدعي أن يستمر الغمر لأكثر من عشرين دقيقة.

### حمام الثلج فقط مقابل العلاج بالحمامات الساخنة والباردة معًا
استخدم بعض الرياضيين تقنية تعرف باسم المقابل العلاج بالماء المتباين حيث يتم يستخدم الماء الساخن ثم الما البارد بالتناوب. تكون إحدى طرق القيام بذلك باتاحة اثنين من الأحواض– أحدها بارد (10-15 درجة مئوية) والآخر ساخن (37-40 درجة مئوية) – مع الغمر دقيقة واحدة في الحوض البارد تليها دقيقتان في الحوض الساخن، مع تكرار هذه العملية ثلاث مرات. ===درجة الحرارة والمدة=== يمكن لدرجة الحرارة أن تختلف، ولكن عادة ما تكون في حدود 50-59 درجةفهرنهايت أو بين 12 و 15 درجة مئوية.
ارتدى بعض الرياضيين الجوارب للحفاظ على أصابع قدميه دافئة أو الأغطية المطاطية حول الجزء الأوسك من الجسم بينما يتم غمره في الماء.بينما شرب البعض المشروبات الدافئة مثل الشاي. وأشارت إحدى التقارير إلى أن «عشر دقائق من الغمر في الماء عند درجة حرارة 15 درجة مئوية» كانت كافية. تختلف الحسابات حول المدة وعدد المرات اللازمة للقيام بحمامات الثلج. اقترح أحد الأخصايين لزوم أخذ حمامات الثلج ذات الدقيقتين عشرمرات على مدار أسبوعين. واقترح آخر أن مدة الغمر يجب أن تكون بين عشرة وعشرين دقيقة. واقترح ثالث أن الغمر يجب أن يكون من خمس إلى عشر دقائق وفي بعض الأحيان إلى عشرين دقيقة. ولا توجد أي مصادر تدعي أن يستمر الغمر لأكثر من عشرين دقيقة.

### حمامات الثلج مقابل الحمامات الباردة
تشير العديد من المصادر إلى أفضلية الحمامات الباردة (60-75 درجة فهرنهايت) على حمامات الثلج. وأفاد أخصائي العلاج الطبيعي توني ويلسون من جامعة ساوثهامبتون  أن درجات الحرارة شديدة البرودة غير ضرورية وأن «الحمام البارد» من شأنه أن يكون فعالًا مثل حمام الثلج. وأكد آخر على أن الحمامات الباردة أفضل من حمامات الثلج والتي تعتبر «غير ضرورية». كما اقترح تقرير ثالث أن الماء بارد (60-75 درجة فهرنهايت) كان جيدًا مثل الماء البارد (54-60 درجة فهرنهايت) واستخدامه لمدة  ثمانية إلى عشر دقائق يجب أن تكون كافية، مع الحذر من تجاوز عشر دقائق.

## الفعالية

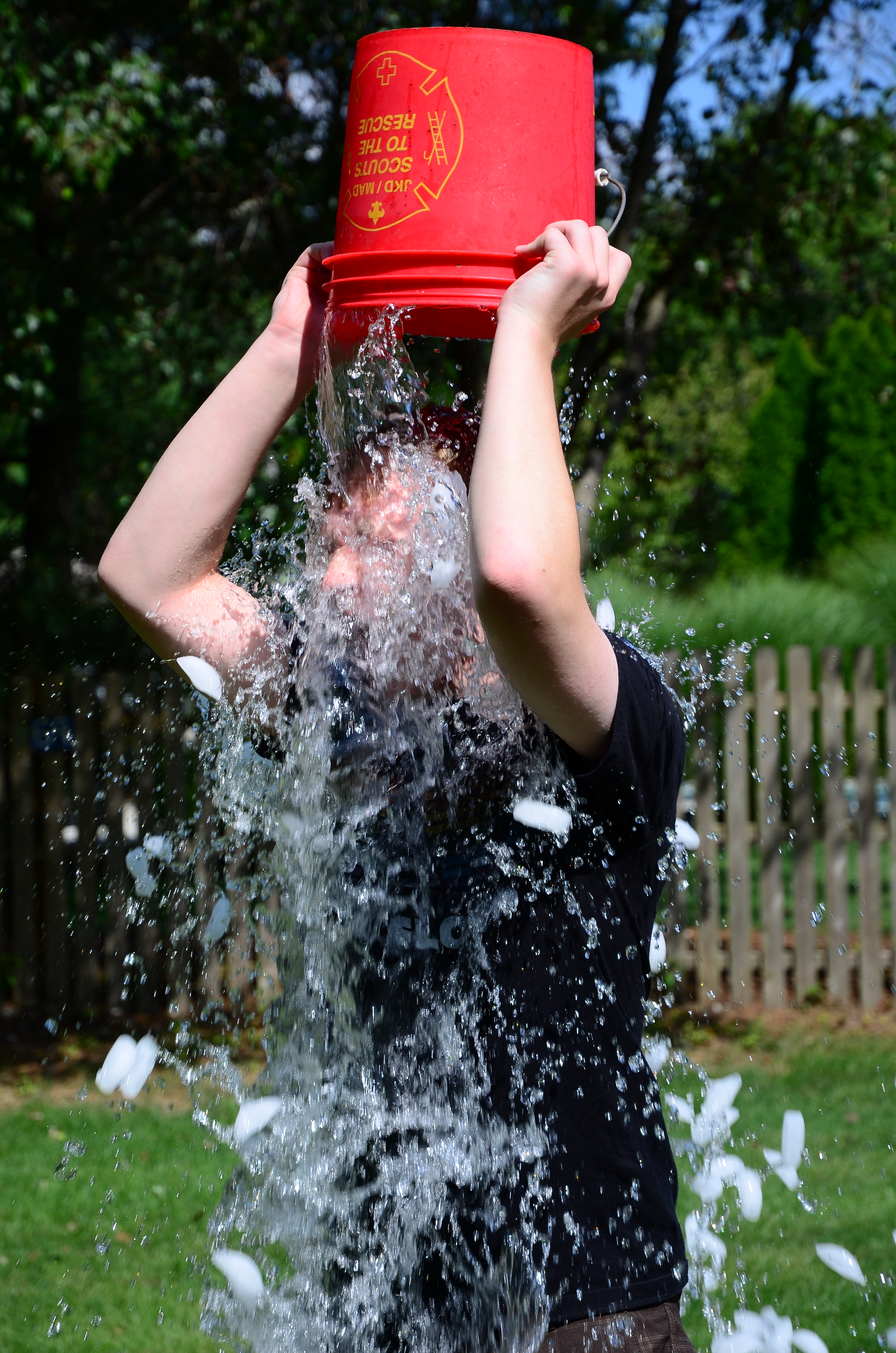
في صيف 2014 ، انتشر تحدي دلو الثلج اعلى وسائل التواصل الاجتماعي لجمع التبرعات لصالح جمعية التصلب الجانبي.

توجد بعض الأدلة على أن أخذ حمام الثلج بعد ممارسة الرياضة يمكن أن يقلل من ظهور ألم العضلات، مع عدم وجود أي أدلة لفوائد أخرى.

## السلامة
يوجد اتفاق في المجتمعات العلمية والطبية أن حمامات الثلج  يمكن أن تشكل مخاطر جسيمة على الصحة. وتشمل تلك  المخاطر انخفاض درجة حرارة الجسم و الصدمة واحتمال الموت القلبي المفاجئ.

## التاريخ
فازت عداءة الماراثون باولا رادكليف ببطولة أوروبا وأعزت هذا النصر لحمامات الثلج. وأفادت باولا قائلةً «لقد كان كالعذاب المطلق، وكنت أخشاه لكنه سمح لجسمي بالتعافي بسرعة أكبر.» وذكرت استخدام الاستحمام في الثلج قبل السباق كمت كانت تفضل أن تكون درجة حرارة الحمام  قبل السباق «باردة جدًا.» ازدادت شعبية التقنية بعد تصريح رادكليف هذا. ولا تزال تلك التقنية تكتسب شعبية بين الرياضيين،  حتى أن بعض الرياضيين «يقسم به» بينما تشير  الحسابات الأخرى إلى أنها قد تكون بدعة.
كما يتم استخدام تلك التقنية من قبل الرياضيين مثل أنطوني جيمس سواريس  والسباح الأوليمبي مايكل فيلبس فضلًا عن غيرهم من المشاهير المصدقين وتزداد شهرة تلك التقنية لتصبح «ممارسة شائعة» بين الرياضيين في شتى الألعاب الرياضية، بما في ذلك كرة القدم الأمريكية  وكرة القدم  و الجري مسافات طويلة والرجبي والتنس والكرة الطائرة وغيرها من الألعاب الرياضية. أشارت إحدى التقارير أن مصنعي المعدات الرياضية يصممون تصاميم مختلفة لحمامات الثلج. في صيف عام 2014، بدأت رابطة التصلب الجانبي الغير ربحية والتي تجمع المال من أجل البحث والتوعية العامة  بالتصلب الجانبي الضموري ALS والمعروف أيضًا باسم مرض لو جيهريج تحدي دلو الثلج كطريقة لجمع التبرعات، حيث  تشارك الجهات المانحة بتصوير أنفسهم وتحدي جهات أخرى متبرعة للمشاركة بسكب دلو من الثلج أوالماء البارد؛ كجهود لجمع التبرعات، حيث تم تجميع 16 مليون دولار على مدى 22 يومًا.
توجد دلائل تشير إلى أن حمامات الثلج تكتسب شعبية مع الأشخاص خارج الوسط الرياضي، مثل الرقص. تذكرصحيفة بتسبرج جازيت أن بعض مراكز الرقص الإيقاعي في مدينة نيويورك  تستخدم حمامات الثلج بعد يوم طويل من الأداء كوسيلة «للاسترخاء» في التعامل مع «الأوجاع والآلام.» كما ذكرت إحدى التقارير أن الفنانة مادونا تستخدم حمامات الثلج بعد أداء عروضها. وهناك دلائل تشير إلى أن استخدام حمامات الثلج ينتشر إلى الهواة الرياضيين مثل لاعبي  كرة القدم في المدرسة الثانوية.
تعتبر حمامات الثلج  جزء من ظاهرة أكبر تعرف باسم العلاج بالتبريد– حيث تعني كلمة Cryo (κρυο)  في اليونانية البرد– والذي يصف مجموعة متنوعة من العلاجات حيث تستخدم درجات الحرارة الباردة للعلاج. تشمل إجراءاتالعلاج بالتبريد وضع الشخص في غرفة هواءها بارد وجاف عند درجات حرارة منخفضة  تصل إلى 135 درجة مئوية لفترات قصيرة من الوقت، وقد استخدمت هذه التقنيات في مستشفيات بولندا فضلا عن مركز لندن العلاجية لعلاج آلام العضلات والمشاكل النفسية مثل الاكتئاب. استخدم لاعب كرة السلة ماني هاريس آلة Cryon-X  والتي توفر درجات حرارة منخفضة تصل إلى سالب 166 درجة فهرنهايت، ولكن استخدمه مع الجوارب المبتلة أدى إلى حروق تجميد خطيرة.
 كانت حمامات الثلج قرارًا غير حكيم لعلاج الحمى في الأطفال الصغار، مع أن الأطباء كانوا ينصحون بعدم استخدام هذه التقنية بسبب خطر انخفاض حرارة الجسم. واقترحت حمامات الثلج كوسيلة لمنع ألم العضلات بعد تجريف الثلج.
بالإضافة إلى ذلك، كانت هناك حالات من التطرف في استخدام حمامات الثلج  فيا لأشخاص الذين سعوا لتحطيم الأرقام القياسية مثل الهولندي ويم هوف ومحطمي الأرقام القياسية الصينيان شين كيساي وجين سوناغو. ويدرس العلماء والأطباء وفقًا لبعض التقارير كيف تمtكن هؤلاء الأشخاص من قضاء ساعة ونصف من الغمر في حمام الثلج والبقاء على قيد الحياة. إذ تعتبر مثل هذه المهام مستحيلة على معظم البشر.